# Stara Wieś (powiat krasnostawski)
Stara Wieś – wieś w Polsce położona w województwie lubelskim, w powiecie krasnostawskim, w gminie Kraśniczyn. Obok miejscowości przepływa Wojsławka, niewielka rzeka dorzecza Wieprza.
| SIMC    | Nazwa              | Rodzaj    |
| ------- | ------------------ | --------- |
| 0104679 | Kolonia Stara Wieś | część wsi |

W latach 1975–1998 miejscowość należała administracyjnie do województwa chełmskiego.
Wieś stanowi sołectwo gminy Kraśniczyn. Według Narodowego Spisu Powszechnego (III 2011 r.) wieś liczyła 164 mieszkańców.
We wsi znajduje się rzymskokatolicki kościół parafialny parafii św. Piotra i Pawła w Kraśniczynie erygowanej w 1972.